# 河南农村商业银行
河南农村商业银行是中華人民共和國河南省最主要的农商行，前身为河南省农村信用社联合社、河南农商联合银行。其法人成立于2005年2月4日，2025年2月26日改为现名。

## 历史
2004年起，河南省按照国务院深化农村信用社改革的要求，对河南省各地农村信用社进行清产核资，并筹集二级存款准备金19亿元。同时，145家县级农村信用联社按“发起人协议书”，共同认购了省联社资本金，共募集股金5800万元。
2005年2月4日，在河南省人民政府主导下，河南省农村信用社联合社正式成立，由145家县级农村信用联社入股组成。并推出统一的金融卡品牌——金燕卡
2009年10月，经过银监会批准挂牌开业的伊川农村商业银行股份有限公司成为河南省首家农商行。
2015年5月起，河南省县级农信联社开启逐家改制为农商行的改革。
2016年7月，由洛阳城区三家农村信用社和一家农村商业银行合并组建洛阳农村商业银行，是河南第一家由农信联社合并重组而来的农商行。
根据审计署发布2019年第1号公告，2018年底，河南农信系统内有42家商业银行贷款不良率超过5%警戒线，其中超过20%的有12家，个别农信机构贷款不良率超过40%。
2019年6月4日，河南省农信联社正式启动信用卡业务并在首批六家农商行发行金燕信用卡。
2022年，河南省农村信用社联合社改革方案获得银保监会批复，此时方案是以成立农商联合银行形式为主。
2022年4月18日开始，河南农信系统内属下部分村镇银行爆出取款难事件，震惊国内外，后部分查实是内部人控制造成银行资金挪用乃至被掏空。河南农信的声誉因此大幅度受损。
2023年8月，河南农商联合银行获批筹建。同年11月，河南农商联合银行正式挂牌开业。按照官方说法，河南农商联合银行组建主要通过河南省人民政府注资、引入合格社会资本等方式进行，在股权上为“省参市、市参县”，将原来省联社时期“自下而上入股”改为“自上而下逐级参股控股”，县域法人地位仍保持不变，对省辖市城区机构实施整合，同时，构建现代化银行体制机制和治理结构。
2024年7月23日，河南省人民政府办公厅发布的《关于印发扎实推进2024年下半年经济稳进向好若干措施的通知》提出，推进河南农商银行组建，统筹推动中小银行机构清收不良资产、清理问题股东、多源补充资本。
2024年7月28日，河南农村商业联合银行股份有限公司、郑州农村商业银行股份有限公司等25家法人机构已分别完成内部公司治理程序，审议通过了以新设合并方式组建河南农商银行（以监管部门核准名称为准）相关事项并形成决议。25家法人机构所有债权和债务由组建后的河南农商银行承接。
2025年2月26日，河南农商银行以新设合并的方式正式开业，注册资本294亿，创下农信系统最高纪录。